# Анечкино
Анечкино — посёлок в Калининградской области России. Входил в состав Добринского сельского поселения в Гурьевском районе.

## История
Населенный пункт был основан в конце 14-го столетия, после 1414 года носил название Вильтитен, после 1820 года — Вильдитен, и до 1946 года — Вильдиттен.
В 1946 году Вильдиттен был переименован в поселок Анечкино

## Население
| 2002 | 2010 |
| ---- | ---- |
| 37   | ↘32  |

В 1910 году население составляло 69 жителей.